# Флаг Никарагуа
Государственный флаг Никарагуа — принят 4 сентября 1908 года.
Символика флага Никарагуа основана на флаге Соединённых Провинций Центральной Америки. Треугольник означает равенство. Пять вулканов означают пять наций Центральной Америки, лежащей между Атлантическим и Тихим океаном. Фригийский колпак означает свободу, а радуга — мир.

## Исторические флаги Никарагуа
|  |  |  |  |
|  |  |  |  |
|  |  |  |  |
|  |  |  |  |
|  |  |  |  |